# موزه کلانتان
موزه کلانتان (به انگلیسی: Kelantan Museum) (مالایی:Muzium Kelantan) یک موزه در شهر کوتا بهارو، ایالت کلانتان، مالزی است.

## تاریخچه
موزه در ساختمان سابق شورای شهر کوتا بهارو ایجاد شد. فضای اندرونی ساختمان با افزودن یک نیم طبقه و چند اتاق جهت نمایشگاه موزه، بازسازی گردید. این موزه در روز ۶ اوت ۱۹۹۰ توسط سلطان کلانتان، اسماعیل پترا افتتاح شد.

## نمایشگاه
در این موزه، فرهنگ، هنر و تاریخچه ایالت کلانتان در معرض دید گذاشته شده است.

## رویداد
موزه به‌طور منظم رویدادهای مختلفی همچون آیین رونمایی از کتاب را برگزار می‌کند.